# Cheadle (Staffordshire)
Cheadle – miasto w Anglii, w hrabstwie Staffordshire, w dystrykcie Staffordshire Moorlands. Leży 22 km na północny wschód od miasta Stafford i 208 km na północny zachód od Londynu. W 2001 miasto liczyło 12 158 mieszkańców.